# Campeonato Paulista 1903
In 1903 werd het tweede Campeonato Paulista gespeeld voor clubs uit de Braziliaanse staat São Paulo. De competitie werd gespeeld van 21 mei tot 25 oktober 1903. São Paulo Athletic werd kampioen.  

## Eindstand
| Plaats | Club               | Wed. | W | G | V | Saldo | Ptn. |
| ------ | ------------------ | ---- | - | - | - | ----- | ---- |
| 1.     | São Paulo Athletic | 8    | 6 | 1 | 1 | 21:5  | 13   |
| 2.     | Paulistano         | 8    | 6 | 1 | 1 | 14:4  | 13   |
| 3.     | Mackenzie          | 8    | 3 | 1 | 4 | 10:8  | 7    |
| 4.     | International      | 8    | 2 | 0 | 6 | 8:27  | 4    |
| 5.     | Germânia           | 8    | 1 | 1 | 6 | 8:17  | 3    |

|  | Play-off |

### Play-off
|                     |                    |       |            |                                                                          |
| 25 oktober Play-off | São Paulo Athletic | 2 – 1 | Paulistano | Velódromo de São Paulo, São Paulo Scheidsrechter: Egídio de Souza Aranha |
| 25 oktober Play-off |                    |       |            | Velódromo de São Paulo, São Paulo Scheidsrechter: Egídio de Souza Aranha |

## Kampioen
| Campeonato Paulista de 1903            |
| São Paulo                              |
| -------------------------------------- |
| SÃO PAULO ATHLETIC Kampioen (2° titel) |

## Topschutter
| Speler            | Speler        | Goals | Club               |
| ----------------- | ------------- | ----- | ------------------ |
| Vlag van Brazilië | Álvaro        | 4     | Paulistano         |
| Vlag van Brazilië | Herbert Boyes | 4     | São Paulo Athletic |